# 舘形比呂一
舘形 比呂一（たてがた ひろかず、1965年2月20日 - ）は、舞踊家、振付家、俳優でTHE CONVOY SHOW（ザ・コンボイショー）のメンバー。
東京都出身。愛称はTATE（タテ）。舘様（たてさま）
Me&Herコーポレーション所属

## 来歴
- 東京都立新宿高等学校を経て日本大学藝術学部映画学科卒業。ジャズダンスは名倉加代子、バレエは鈴木恵美子に師事。
- 大学在学中より、ジャンルを問わず様々な舞台に出演する。
- 1994年、THE CONVOY SHOWのメンバーとして参加。
- 1998年より自身の世界観を模索する「TRYOUT」シリーズを開始。
- アートイベントへの客演や、イスラエルでの舞踊公演では圧倒的かつ繊細な表現に高い評価を得る。
- 2018年現在、シンクロナイズドスイミングの日本代表選手への振り付けや演技指導、及び大学などでも指導を行っている。

## 主な出演

### 舞台
- 梯子の下の微笑み（1998年）
- TRYOUT Vol.1 「朱色の細胞」（1999年）
- 月（1999年）
- 風（fuu）〜背反の寓話2000年）
- TRYOUT Vol.2 「羽化〜蜉蝣の躊躇い〜」（2000年）
- 観客席　2001改訂版（2001年）
- ニ短調〜白鳥の歌〜（2001年・2002年）
- オルフェウスの告白（2002年）
- TRYOUT Vol.3 「汚れなき痴人〜五感のおもむくままに〜」（2002年）
- さよならの城（2002年）
- レディマクベス（2003年・2004年）
- ハムレット（2004年・2007年）
- TRYOUT 2004「毒蜘蛛〜タランチュラ〜」（2004年）
- ビリーとヘレン（2004年）
- 古代のファンタジー 〜卑弥呼〜（2004年）
- ドラキュラ 赤い血の記憶（2005年）
- 血の起源（2005年）
- 鳳凰伝説（2006年・2007年）
- クラリモンド（2006年）
- カスパー（2007年）
- ミュージカル劇 「RATS」－今村さんの早期退職－（2007年）
- 幕末純情伝 - 西郷隆盛役（2008年）
- 棘（2008年）
- シルクロード音楽の旅 - ナビゲーター（2008年）
- MORIO -森生-（2008年）
- 地球に落ちてきた男・カスパー（2009年）
- Rokujo -源氏物語〜六条御息所〜より-（2009年・2013年）
- 飛龍伝 〜2010ラストプリンセス〜 （2010年）
- うたかたのオペラ（2010年）
- TRYOUT Vol.4「YODAKA〜水たまりの中の星〜」（2010年）
- 蛇屋横町（2010年・2011年）
- Sotova 〜 卒塔婆小町（2011年）
- 音楽劇「オリビアを聴きながら」（2011年）
- 舞踊劇「サロメとヨカナーン」（2011年）
- 東儀秀樹と賢者たち　其の二（2012年）
- n/ LIVE 2012 “Night moves”2days（2012年）
- 「Rokujo」イスラエル公演（2012年）
- “シュール・バーレスク2012”「薔薇の大罪」（2012年）
- 土御門大路 〜陰陽師、安倍晴明と貴船の女〜（2012年）
- TRYOUT Vol.5「AKAZUKIN〜黒い森の女〜」（2012年）
- なまず（2013年）
- TRYOUT Vol.6「TSURU〜鶴の怨がえし〜」（2013年）
- ピトレスク（2014年）
- ファウスト〜愛の剣士たち〜（2014年）
- TRYOUT Vol.7「LOVERS〜4つの愛の物語〜」（2014年）
- Dramatic・super・dance・theater「サロメ」（2014年）
- 「TARO〜俺たちが救う！〜」（2015）
- 「ドラマティック古事記〜神々の愛の物語〜」（2015）

- 「春風外伝」（2015）
- 「ファウスト〜最後の聖戦〜」（2015）
- 「ブロードウエイ・ミュージカル・ライブ」（2015）
- 近松DANCE「エゴイズム」（2015）
- 谷桃子バレエ団新春公演「眠れる森の美女」（2016） -カラボス役
- 「TARO 〜Shall We TARO？〜」（2016）
- 「TARO URASHIMA」（2016） -タカアシガニ将軍役
- 「ドラマティック古事記〜神々の愛の物語〜」（2016）
- 「サラ・ベルナール」（2016） -オスカー・ワイルド役
- 「sound theater Ⅵ」（2016）
- オフェリアと影の一座（2016） - 影（騎士ハンス） 役[1]
- MUSIC LIVE「UTA-no-KAI 2017」
- ドゥエンデ・デル・フラメンコ〜フラメンコの妖しい魅力〜 -詩の朗読（2017年）
- MUSIC LIVE「UTA-NO-KAI 2018」
- 「大正浪漫探偵譚-六つのマリア像-」（2018） - 西条克幸 役
- 朗読ミュージカル 「不徳の伴侶‐infelicity-」（2018）【2役】- カトリーヌ・ド・メディシス/ ジェームズ・ステュアート （マリ伯）役
- THE MUSICAL「RAGTIME」（2023年）
- 「ナビレラ」（2024年） - バレエ団長 役[2][3]
- MANKAI STAGE『A3!』ACT3! 2025（2025年） - 天立桂樹 役[4]

### 振付・ステージング
- 「燃えよ剣」・「華岡青洲の妻」（一人語り 十朱 幸代）
- 「スーベニア・騒音の歌姫」（主演 三田 佳子）
- 「死の舞踏」（出演 仲代達矢、白石 加代子）
- 「星の王子さま」（主演 井上 芳雄）
- 「ハムレット」
- 「三銃士」
- 「ファウスト〜愛の剣士たち〜」
- 「ファウスト〜最後の聖戦〜」
- 「ファウスト・オッデセイア」
- 「ルードウィヒ・Ｂ 〜ベートヴェン歓喜のうた〜」（出演 橋本 良亮*A.B.C-Z 、河合 郁人*A.B.C-Z）
- 「ダニー・ボーイズ 〜いつも笑顔で歌を〜」（出演 真田 佑馬、水田 航生）
- 「PRINCE KAGUYA」（主演 青井 翔太）
- 「Double Flat」
- 「プリンスアイスワールド2017」
- 舞台版「戦国BASARA」（キャラクター京極マリアの振付）
- 「プリンスアイスワールド2018」
- 「魔女の宅急便」（出演 福本莉子、大西流星）
- その他

### 映画
- 「菊次郎の夏」（1999年）
- 「恋するナポリタン〜世界で一番おいしい愛され方〜」（2010年）
- 「GOGOイケメン5」（2013年）
- 「TOKYO TRIBE」（2014年）
- 「サイドライン」（2015年10月31日） - 博巳の父 役[5]

### テレビアニメ
- スナックワールド（2017年） - ジニーズC 役（声の出演）